# Герда Валентинер
Герда Валентинер (дан. Gerda Valentiner.; нар. 25 квітня 1903-1991) — данська вчителька та учасниця данського підпільного руху Опору.  Допомагала рятувати данських євреїв з лап нацистів у 1943 році. Вона забирала єврейських дітей від їхніх батьків і відвозила їх до себе додому, чекаючи слушного моменту, щоб перевезти їх до Швеції. Вона багато разів ризикувала своїм життям заради цих дітей.
До Другої світової війни Герда Валентинер викладала в школі в Копенгагені. Коли нацисти вторглися до Данії на початку 1940-х років, Валентинер приєднався до данського підпілля.

## Під час війни
Валентинер викладала вдень у школі, а вночі працювала під землею та дуже піклувалася про дітей, яких ховала у своєму будинку. Більшість дітей у її домі були з релігійних сімей, які з кошерних міркувань їли в її домі лише хліб. Коли Валентинер усвідомила складність, вона купила нове посуд та відповідні речі для дітей, щоб зробити свою кухню кошерною.
У вересні 1943 року Герда Валентинер прибула до будинку Реувена та Естер Шефтловіц, батьків Дори, однієї з її учениць, щоб попередити їх про наближення небезпеки. Через кілька днів Дора, її сестра Ріта та їхній брат Моріс. Вони переїхали до будинку Валентинер і жили з нею, поки їй не вдалося організувати їхній переїзд до Швеції.
Після того, як батьків таємно вивезли, приблизно через тиждень діти здійснили дві невдалі спроби втечі. Третя спроба, яка відбулася напередодні Йом-Кіпура 1943 року, була успішною. Валентинер відвезла трьох дітей на пляж за 10 км на північ від Копенгагена, а звідти за допомогою рибальського човна вони дісталися берегів Ландскруни, Швеція. Вони приєдналися до своїх батьків, які прибули до Швеції десять днів тому. Валентинер скромно сказала: 
|  | Я робила лише те, що робили багато данців, нічого особливого. Ми вважали цілком природним допомагати людям у смертельній біді. |

.

## Після війни
Валентинер взяла неоплачувану відпустку з роботи вчителькою та протягом двох років працювала волонтеркою соціальною працівницею в єврейських таборах для переміщених осіб у Німеччині та Австрії. Коли Валентинер повернулася до викладання, вона викладала про ізраїльський юдаїзм і розповідала своїм християнським учням про ізраїльську культуру та поселення на цій землі. Валентинер тричі відвідував Ізраїль, вдруге – як представник данської організації WIZO. У 1971 році, коли Валентинер було 68 років і вона вийшла на пенсію, вона переїхала жити до Ізраїлю приблизно на рік, щоб побачити країну та вивчити іврит..

## Визнання та вшанування пам'яті
28 липня 1968 року, під час свого третього візиту до Ізраїлю, на церемонії, що відбулася в Яд Вашем, Герду Валентинер було  визнано Праведницею народів світу. Пам'ять про неї була увічнена на дереві, посадженому нею на Алеї Праведників народів світу.